# Jean-Charles Reynaud
Pour les articles homonymes, voir Reynaud.
Jean-Charles Reynaud est un écrivain et scénariste français, né le 18 novembre 1893 à Lyon (Rhône), mort le 15 octobre 1957 à Nice (Alpes-Maritimes).

## Publications
- L'Aube éperdue, poèmes et notations, Paris, Éditions de L'Essor, 1925
- La Tragédie de Lourdes, Credo, d'après le scénario de Julien Duvivier, Paris, Société d'éditions et de publications, 1925
- L'Agonie de Jérusalem, roman contemporain, éditions Jules Tallandier, 1927
- Toison d'or, roman contemporain, illustré par les photographies du film, éditions Jules Tallandier, 1927
- La Madone du rosaire, roman contemporain inspiré du film homonyme de Giulio Antamoro, illustré par les photographies du film, éditions Jules Tallandier, 1928
- Le Voilier triomphant, roman d'amour et d'aventures illustré par les photographies du film, éditions Jules Tallandier, 1928
- Un drame à Montmartre, éditions Jules Tallandier, 1930
- Tempête sur l'Asie, roman illustré par les photographies du film de Poudovkine, éditions Jules Tallandier,1930
- Un carnet de bal, collection Cinéma-bibliothèque, éditions Jules Tallandier, 1938

## Scénariste
- 1930 : L'amour chante de Robert Florey (version en français)
- 1930 : El Professor de mi mujer de Robert Florey (version en espagnol)
- 1931 : L'Affaire de la clinique Ossola de René Jayet [dialogue]
- 1932 : Mon ami Tim de Jack Forrester
- 1950 : Cœur-sur-Mer de Jacques Daniel-Norman
- 1954 : Opération Tonnerre de Gérard Sandoz